# Championnat d'Europe féminin de football des moins de 17 ans 2023
Cet article traite de l'épreuve féminine. Pour la compétition masculine, voir Championnat d'Europe de football des moins de 17 ans 2023.
Navigation
Euro 2022 Euro 2024
Le Championnat d'Europe féminin des moins de 17 ans 2023 est la 14e édition du Championnat de l'UEFA féminin des moins de 17 ans, le championnat international annuel de football pour les jeunes organisé par l'UEFA, pour les équipes nationales féminines de moins de 17 ans. L'Estonie accueille le tournoi.
Au total, huit équipes participent au tournoi. Les joueuses nées après le 1er janvier 2006 sont éligibles.

## Qualification
Au total, 48 nations de l'UEFA participent à la compétition . L'Estonie, pays hôte, est qualifiée d'office, les 47 autres équipes disputent les qualifications afin d'obtenir l'une des sept places restantes pour la phase finale. La phase de qualification comprend deux tours: le tour de qualification en automne 2022, et le tour Elite en mars 2023.

### Équipes qualifiées
Les équipes suivantes se qualifient pour le tour final.
| Équipe     | Qualification           | Participation | Dernière apparition     | Meilleure performance précédente                          |
| ---------- | ----------------------- | ------------- | ----------------------- | --------------------------------------------------------- |
| Estonie    | d'office (pays hôte)    | 1er           |                         |                                                           |
| Pologne    | Vainqueurs du Groupe A1 | 3e            | 2018 (phase de groupes) | Vainqueur (2013)                                          |
| Angleterre | Vainqueurs du Groupe A2 | 8e            | 2019 (phase de groupes) | troisième place (2016)                                    |
| Allemagne  | Vainqueurs du Groupe A3 | 13e           | 2022 (champion)         | champion (2008, 2009, 2012, 2014, 2016, 2017, 2019, 2022) |
| Suisse     | Vainqueurs du Groupe A4 | 3e            | 2015 (finaliste)        | finaliste (2015)                                          |
| France     | Vainqueurs du Groupe A5 | 9e            | 2022 (troisième place)  | finaliste (2008, 2011, 2012)                              |
| Espagne    | Vainqueurs du Groupe A6 | 12e           | 2022 (finaliste)        | champion (2010, 2011, 2015, 2018)                         |
| Suède      | Vainqueurs du Groupe A7 | 2e            | 2013 (finaliste)        | finaliste (2013)                                          |

### Tirage final
Le tirage au sort final a lieu le 13 avril 2023 à 9h CET (UTC + 2) au Lilleküla Stadium à Tallinn. Les huit équipes sont réparties en deux groupes de quatre.

## Cartographie des stades et capacités
| \| Tallinn Tartu Võru \| Localisation des villes sélectionnées · pour le Championnat d'Europe féminin de football 2023. |
| Tallinn Tartu Võru |

Le tournoi aurait à l’origine eu lieu sur quatre sites :
| Stades            | Ville   | Capacité |
| ----------------- | ------- | -------- |
| Stade de Kadriorg | Tallinn | 5 000    |
| A. Le Coq Arena   | Tallinn | 14 336   |
| Stade de Tamme    | Tartu   | 1 638    |
| Stade de Võru     | Võru    | 1 600    |

## Phase de groupes
Les deux premiers de chaque groupe se qualifient pour les demi-finales.
Le format du premier tour est celui d'un tournoi toutes rondes simple. Chaque équipe joue un match contre toutes les autres équipes du même groupe.
- Victoire : 3 points ;
- Match nul : 1 point ;
- Défaite : 0 point.

En cas d'égalité de points entre équipes dans un groupe, celles-ci sont départagées suivant  :
1. la meilleure différence de buts ;
2. le plus grand nombre de buts marqués

Si, deux équipes ou plus sont ex æquo sur les critères précédents, elles sont départagées suivant :
1. le plus grand nombre de points obtenus entre les équipes concernées ;
2. la meilleure différence de buts particulière entre les équipes concernées ;
3. le plus grand nombre de buts marqués entre les équipes concernées ;
4. le plus petit nombre de points disciplinaires (1 point pour un avertissement non suivi d'une expulsion, 3 pour le second avertissement dans un même match entraînant une expulsion, 4 pour une expulsion directe, 5 pour un avertissement suivi plus tard d'une expulsion directe) ;

Si les équipes équipes ne sont toujours pas départagées et qu'elles restent à égalité sur une place qualificative, un tirage au sort par la commission d'organisation de la FIFA est effectué.
Toutes les heures sont exprimées en heure locale, CET (UTC+2).

### Groupe A
| Rang | Équipe    | Pts | J | G | N | P | Bp | Bc | Diff |
| ---- | --------- | --- | - | - | - | - | -- | -- | ---- |
| 1    | Espagne   | 9   | 3 | 3 | 0 | 0 | 11 | 0  | +11  |
| 2    | Suisse    | 6   | 3 | 2 | 0 | 1 | 6  | 4  | +2   |
| 3    | Allemagne | 3   | 3 | 1 | 0 | 2 | 6  | 4  | +2   |
| 4    | Estonie H | 0   | 3 | 0 | 0 | 3 | 0  | 15 | -15  |

J1
| 14 mai 2023 | Allemagne | 0 - 2   | Espagne       | Stade de Kadriorg, Tallinn |                           |
| 13:00       |           | (0 - 1) | 1re 58e López | Arbitrage : Minka Bekkeli  | Arbitrage : Minka Bekkeli |

| 14 mai 2023 | Estonie | 0 - 4   | Suisse                                                 | A. Le Coq Arena, Tallinn    |                             |
| 19:00       |         | (0 - 1) | 39e Egli · 60e Pfister · 77e Klingenstein · 89e Widmer | Arbitrage : Emmanuela Rusta | Arbitrage : Emmanuela Rusta |

J2
| 17 mai 2023 | Estonie | 0 - 5   | Allemagne                                                                | Stade de Kadriorg, Tallinn  |                             |
| 17:00       |         | (0 - 3) | 6e Gonzalez · 39e Portella · 45e Walheim · 83e Boboy · 88e (pen.) Scholz | Arbitrage : Anahí Fernández | Arbitrage : Anahí Fernández |

| 17 mai 2023 | Espagne         | 3 - 0   | Suisse | A. Le Coq Arena, Tallinn    |                             |
| 19:00       | Cris 7e 10e 45e | (3 - 0) |        | Arbitrage : Deborah Bianchi | Arbitrage : Deborah Bianchi |

J3
| 20 mai 2023 | Espagne                                                               | 6 - 0   | Estonie | A. Le Coq Arena, Tallinn        |                                 |
| 17:00       | Marisa 9e 41e 89e · Cubo 48e · Elena Vázquez 63e · Cerrato 79e (pen.) | (2 - 0) |         | Arbitrage : Ana Maria Terteleac | Arbitrage : Ana Maria Terteleac |

| 20 mai 2023 | Suisse                       | 2 - 1   | Allemagne    | Stade de Kadriorg, Tallinn     |                                |
| 17:00       | Beney 37e · Ivelj 71e (pen.) | (1 - 0) | 60e Gonzalez | Arbitrage : Kristina Georgieva | Arbitrage : Kristina Georgieva |

### Groupe B
| Rang | Équipe     | Pts | J | G | N | P | Bp | Bc | Diff |
| ---- | ---------- | --- | - | - | - | - | -- | -- | ---- |
| 1    | France     | 7   | 3 | 2 | 1 | 0 | 7  | 1  | +6   |
| 2    | Angleterre | 7   | 3 | 2 | 1 | 0 | 6  | 3  | +3   |
| 3    | Pologne    | 3   | 3 | 1 | 0 | 2 | 6  | 5  | +1   |
| 4    | Suède      | 0   | 3 | 0 | 0 | 3 | 1  | 12 | -11  |

J1
| 14 mai 2023 | Angleterre      | 2 - 1   | Pologne         | Stade de Võrnu, Võrnu          |                                |
| 13:00       | Agyemang 4e 22e | (2 - 0) | 90+2e Kuprowska | Arbitrage : Kristina Georgieva | Arbitrage : Kristina Georgieva |

| 14 mai 2023 | Suède | 0 - 3   | France                                 | Stade de Tamme, Tartu       |                             |
| 17:00       |       | (0 - 1) | 53e Joseph · 73e Autin · 75e Effa Effa | Arbitrage : Anahí Fernández | Arbitrage : Anahí Fernández |

J2
| 17 mai 2023 | Pologne | 0 - 3   | France                              | Stade de Võru, Võru             |                                 |
| 13:00       |         | (0 - 1) | 37e Joseph · 70e Traoré · 84e Mendy | Arbitrage : Ana Maria Terteleac | Arbitrage : Ana Maria Terteleac |

| 17 mai 2023 | Suède          | 1 - 3   | Angleterre                   | Stade de Tamme, Tartu       |                             |
| 19:00       | Reid 26e (csc) | (1 - 1) | 12e 49e Agyemang · 72e Baker | Arbitrage : Emmanuela Rusta | Arbitrage : Emmanuela Rusta |

J3
| 20 mai 2023 | Pologne                                                              | 6 - 0   | Suède | Stade de Tamme, Tartu       |                             |
| 13:00       | Grzywińska 19e 55e 74e · Jagodzińska 44e · Witek 49e · Witkowska 68e | (2 - 0) |       | Arbitrage : Deborah Bianchi | Arbitrage : Deborah Bianchi |

| 20 mai 2023 | France        | 1 - 1   | Angleterre | Stade de Võru, Võru       |                           |
| 17:00       | Effa Effa 76e | (0 - 1) | 44e Ward   | Arbitrage : Minka Vekkeli | Arbitrage : Minka Vekkeli |

## Tableau final
Les matchs du dernier carré sont à élimination directe. En cas d'égalité à la fin du temps règlementaire, les tirs au but sont utilisés pour départager les équipes (aucune prolongation n’est jouée).
|  | Demi-finales                        | Demi-finales                       |         |    | Finale                             | Finale                             |
|  | Demi-finales                        | Demi-finales                       |         |    | Finale                             | Finale                             |
|  |                                     |                                    |         |    |                                    |                                    |
|  | 23 mai 2023, 19 h, A. Le Coq Arena  | 23 mai 2023, 19 h, A. Le Coq Arena |         |    | 26 mai 2023, 19 h, A. Le Coq Arena | 26 mai 2023, 19 h, A. Le Coq Arena |
|  | 23 mai 2023, 19 h, A. Le Coq Arena  | 23 mai 2023, 19 h, A. Le Coq Arena |         |    | 26 mai 2023, 19 h, A. Le Coq Arena | 26 mai 2023, 19 h, A. Le Coq Arena |
|  | Espagne                             | 3                                  |         |    | 26 mai 2023, 19 h, A. Le Coq Arena | 26 mai 2023, 19 h, A. Le Coq Arena |
|  | Espagne                             | 3                                  |         |    | 26 mai 2023, 19 h, A. Le Coq Arena | 26 mai 2023, 19 h, A. Le Coq Arena |
|  | Angleterre                          | 1                                  |         |    | 26 mai 2023, 19 h, A. Le Coq Arena | 26 mai 2023, 19 h, A. Le Coq Arena |
|  | Angleterre                          | 1                                  | Espagne | 2  |                                    |                                    |
|  | 23 mai 2023, 17h, Stade de Kadriorg |                                    | Espagne | 2  |                                    |                                    |
|  |                                     | France                             | 3       |    |                                    |                                    |
|  | France                              | France                             | 3       | 10 |                                    |                                    |
|  | France                              |                                    |         | 10 |                                    |                                    |
|  | Suisse                              | 2                                  |         |    |                                    |                                    |
|  | Suisse                              | 2                                  |         |    |                                    |                                    |

### Demi-finales
| 23 mai 2023 | France                                                                                           | 10 - 2  | Suisse                       | Stade de Kadriorg, Tallinn  |                             |
| 17:00       | Mendy 13e 16e 76e · Traoré 38e · Joseph 40e · Rambaud 56e 86e · Effa Effa 60e 78e · Graziani 83e | (4 - 1) | 44e Beney · 63e Klingenstein | Arbitrage : Anahí Fernández | Arbitrage : Anahí Fernández |

| 23 mai 2023 | Espagne                          | 3 - 1   | Angleterre | A. Le Coq Arena, Tallinn    |                             |
| 19:00       | López 5e · Gómez 88e · Pau 90+1e | (1 - 0) | 55e Reid   | Arbitrage : Deborah Bianchi | Arbitrage : Deborah Bianchi |

### Finale
| 26 mai 2023 | Espagne       | 2 - 3   | France                            | A. Le Coq Arena, Tallinn  |                           |
| 19:00       | López 79e 80e | (0 - 0) | 64e 74e Joseph · 78e (pen.) Mendy | Arbitrage : Minka Vekkeli | Arbitrage : Minka Vekkeli |

## Meilleures buteuses
5 buts      
- Vicky López
- Liana Joseph
- Maeline Mendy

4 buts     
- Michelle Agyemang
- Chancelle Effa Effa

3 buts    
- Marisa
- Cris
- Zuzanna Grzywińska